# Freddy Rincón
Freddy Eusebio Rincón Valencia (Buenaventura, 14 de agosto de 1966-Cali, 13 de abril de 2022) fue un futbolista y entrenador colombiano, que se desempeñó como centrocampista ofensivo o mixto. Es considerado uno de los mejores jugadores colombianos de la historia. El club más importante de su trayectoria fue el Real Madrid, de la primera división de España, en el que jugó veintiún partidos. Aunque no tuvo actuaciones destacables en el fútbol español, sí las tuvo en las ligas colombiana, brasileña e italiana. En todos estos lugares se le recuerda por su velocidad, su olfato goleador, a pesar de desempeñarse como centrocampista, y su potente remate.
Debido a su imponente figura, fue apodado el Coloso de Buenaventura. Junto a Carlos Valderrama, Faustino Asprilla, entre otros, marcó el excepcional estilo de juego de Colombia en la década del 90. Tuvo cuatro hijos: Sebastián Rincón, futbolista de Barracas Central de Argentina, Freddy Stiven Rincón y dos hijos nacidos de una relación en Brasil.
Uno de los máximos ídolos de Corinthians y capitán del primer campeón mundial de clubes.

## Trayectoria
Formó parte de la gran generación del fútbol colombiano de finales de los años 1980 y comienzos de los 1990 junto a Carlos Valderrama, Iván René Valenciano, René Higuita, Faustino "El Tino" Asprilla, Adolfo "el Tren" Valencia, Arnoldo Iguarán y Leonel Álvarez.
Debido a su imponente figura fue apodado el Coloso de Buenaventura. Varios de sus logros futbolísticos consistieron en ser el primer futbolista colombiano en jugar para el Real Madrid de España, ganar el primer Mundial de Clubes con Corinthians como capitán y asistir a tres mundiales (Italia 1990, EE. UU. 1994 y Francia 1998). Con la selección colombiana anotó el gol del empate frente a Alemania que le valió la clasificación a los octavos de final del Mundial de 1990. Igualmente fue importante en varias Copas América con la selección de Colombia y eliminatorias mundialistas anotando varios goles.

### Atlético Buenaventura
Inició su carrera en Atlético Buenaventura, un equipo amateur de su pueblo natal, en donde fue un jugador muy destacado siendo el referente del equipo. Gracias a sus buenas actuaciones, un accionista de Independiente Santa Fe, lo vio y lo llevó a Bogotá para hacer parte de las inferiores del equipo albirrojo.

### Santa Fe
En 1986 llegó a Bogotá, para hacer parte de las inferiores de Independiente Santa Fe. En el equipo cardenal, jugaba en los partidos de reservas que se disputaban antes de los partidos profesionales que se jugaban en el Estadio Nemesio Camacho El Campín. Ese mismo año, el jugador de Buenaventura debutó con la camiseta albirroja contra el Junior de Barranquilla, bajo el mando de Jorge Luis Pinto, fundamental en la formación disciplinaria de Rincón. En su primer partido, Rincón hizo dos goles y de inmediato se convirtió en figura de Santa Fe. En 1987, con Pinto a la cabeza, Santa Fe, llegó a las finales al igual que en 1988 cuando lo dirigía Diego Edison Umaña, y en ambas ocasiones Rincón fue referente del cuadro cardenal. En 1989 ganó su único título con Santa Fe, la Copa Colombia 1989, torneo en el cual Independiente Santa Fe, celebró un título después de 13 años sin conquistas. En la final, rincón anotó el gol del triunfo para el equipo Cardenal, que contaba en su nómina con jugadores como Adolfo 'El Tren' Valencia, Armando 'Pollo' Díaz y Héctor 'Rambo' Sosa, entre otros.

### América de Cali
Luego es fichado por el América de Cali en 1989, dirigido por Gabriel Ochoa Uribe, en este equipo se consolida como jugador y sale campeón en 2 oportunidades en 1990 y 1992, además de participar destacadamente en la Copa Libertadores con varios goles anotados. Despertó interés de Boca Juniors, pero fichó por Palmeiras en 1994.

### Palmeiras
Su despliegue físico, su vistoso estilo, su capacidad goleadora, su imponente figura y sus características técnicas hicieron que rápidamente varios equipos del mundo tuvieran interés en contar con sus servicios. Jugó en Brasil para Palmeiras donde logró 2 títulos importantes en 1994: el Paulista y Brasileirao dirigido por Vanderlei Luxemburgo. Fue el primer colombiano en marcar un gol en Brasil.

### Napoli
Llegó al Napoli en 1994, procedente del Palmeiras de Brasil. En la Serie A 94-95, disputó 28 partidos (27 como titular y 23 los 90 minutos) y marcó siete goles (doblete a Padova, doblete a Lazio y tantos Reggiana, Cremonese y Génova). Su equipo terminó en el séptimo puesto del torneo que ganó la Juventus. El italiano Vincenzo Guerini y el serbio Vujadin Boškov fueron sus entrenadores.

### Real Madrid
Esa buena campaña en el Calcio despertó el interés del Real Madrid de Jorge Valdano, quien solicitó su fichaje a la directiva. En agosto de 1995 se concretó la operación por cuatro millones de euros y Freddy se convirtió en el primer futbolista colombiano en llegar a este equipo. Se convirtió además en el primer colombiano en jugar la Champions League. Sin embargo, Rincón no logró adaptarse y poco a poco fue perdiendo importancia en la alineación merengue. Con la destitución de Valdano y la llegada de Arsenio Iglesias como nuevo técnico, Freddy Rincón finalizó su etapa en el Real Madrid.
Con el Madrid disputó 21 partidos (13 como titular y solo 4 los 90 minutos). Fueron 14 apariciones en Liga, 1 en Copa del Rey, 2 en Supercopa de España y 4 en Champions. Anotó 1 gol. Sus técnicos fueron el argentino Jorge Valdano y el español Arsenio Iglesias. Su temporada no fue buena y a mediados de 1996 se devolvió al Palmeiras.
Finalmente volvió de nuevo a Brasil y fichó por el Corinthians, club donde se convirtió en ídolo.
Como anécdota del paso por España, años después el presidente del Real Madrid, Lorenzo Sanz, viajó a Brasil a buscar nuevas futuras estrellas pero no hizo ninguna oferta, pues dijo que sin duda alguna el mejor jugador que había visto allí fue Freddy Rincón, el mismo que había desechado su equipo años antes.

### Corinthians
Es uno de los futbolistas colombianos más recordados en Corinthians, club con el que obtuvo entre otros títulos el primer Mundial de Clubes de la FIFA siendo el capitán y estandarte del equipo paulista; por ello en el año 2011 como homenaje fue incluido en el salón de la fama de ese gran equipo de Brasil. Rincón consiguió en su carrera más de 120 goles contando los 17 conseguidos con la Selección Colombia.

### Como entrenador
A su retiro Rincón emprendió su carrera como técnico de fútbol iniciando en 2006, cuando dirigió al Iraty del Campeonato Paranaense. Pasó luego por São Bento y São José en 2007 y 2009, para 2009 volvió al Corinthians, para ser entrenador de las categorías base principalmente del equipo B. En la temporada 2010 trabaja con su amigo Vanderlei Luxemburgo en Atlético Mineiro como auxiliar-técnico. La temporada siguiente toma las riendas de Flamengo de Guarulhos.
En 2012 la nueva administración de América de Cali lo nombra presidente de las nuevas divisiones inferiores escarlatas aunque su papel estaría más ligado al proceso formativo de las categorías base. Tiene un sobrino, David Alejandro Rincón Delgado, quien ya hace parte de las divisiones menores del conjunto escarlata.
Fue asistente técnico de Millonarios Fútbol Club, durante la dirección técnica de Jorge Luis Pinto, en 2019.

## Controversias
Desde marzo de 2007 se encontró en situación de búsqueda y captura por la INTERPOL y por la Fiscalía de Panamá, acusado de testaferrato y nexos con el narcotráfico. El 9 de mayo de 2007 fue arrestado en Brasil y a pesar de su salida de la cárcel, estuvo a la espera del fallo judicial hasta que falleció en el desafortunado accidente de tránsito.
Rincón fue acusado de haber captado recursos ilegales procedentes de una organización de narcotraficantes comandada por Pablo Rayo Montaño, arrestado en Brasil en mayo de 2006 en desarrollo de la operación internacional "Océanos Gemelos". Según la Fiscalía panameña, Rincón figuró como supuesto testaferro de Rayo en la principal empresa de artículos de pesca de ese país.
El 25 de agosto de 2013 se accidentó mientras manejaba su automóvil cuando iba en la vía Buga-Tuluá, hecho que le dejó varias fracturas y una herida abierta en la cabeza. Según el reporte entregado por el coronel Byron Castillo, comandante de la Policía de Carreteras del Valle, Rincón habría perdido el control de su vehículo, una camioneta Mazda CX-7, por exceso de velocidad y las condiciones de la vía.

## Regreso al fútbol
El 12 de diciembre de 2012 a sus 46 años y después de 8 años de su retiro se da a conocer la noticia de su regreso al América de Cali, único equipo con el que fue campeón en Colombia y con el que jugaría en la Segunda División en la temporada 2013. Sin embargo, el presidente del América, Oreste Sangiovanni, declaró que era poco probable el regreso de Freddy a la actividad profesional, debido al gran número de temporadas inactivo y la no oficialización de la propuesta en la junta directiva El día 26 de enero, Rincón jugó durante un partido amistoso con América de Cali, a sus 46 años, ante el conjunto peruano San Martín.

### Como comentarista
En mayo de 2021 el canal Win Sports anunció su fichaje como panelista de La Polémica para comentar la UEFA Euro 2020 y la Copa América 2021. Su rol continuó durante las eliminatorias rumbo a Catar 2022, donde tuvo duras críticas a James Rodríguez y Reinaldo Rueda, y también participó en el programa Lo Mejor de la Fecha donde se repasan las jugadas de la Liga Betplay.

## Fallecimiento
El 13 de abril de 2022 falleció a los 55 años de edad tras estar internado dos días en la Unidad de Cuidados Intensivos de la Clínica Imbanaco de la ciudad de Cali, a causa de un accidente de tránsito sufrido en la madrugada del lunes 11 de abril en la misma ciudad. Diferentes equipos, personalidades del fútbol y organismos mundiales como la FIFA lamentaron su pérdida. En septiembre de 2022 la Fiscalía General de la Nación archivó la investigación sobre las causas del accidente de tránsito.

## Selección nacional
Marcó una época en el fútbol colombiano. Hizo parte de aquella generación dorada que clasificó a tres mundiales consecutivos (1990, 1994 y 1998), al lado de Carlos Valderrama, Leonel Álvarez, Andrés Escobar o el Chonto Herrera, entre otros. Su tercer mundial consecutivo no fue en el mejor momento tanto para él como para algunos de sus compañeros. Luego del fracaso que supuso el Mundial de Francia 1998 daría un paso al costado en la selección, pero volvería a ser llamado entre 1999 y 2001 jugando algunos partidos de las eliminatorias para el Mundial de Corea y Japón 2002, siendo su último encuentro oficial con la selección una derrota 3-0 frente a la Argentina el 3 de junio de 2001 en Buenos Aires.

### Participaciones enCopas del Mundo
| Mundial                  | Sede                     | Resultado                | PJ | GA | Asis |
| ------------------------ | ------------------------ | ------------------------ | -- | -- | ---- |
| Mundial de Italia 1990   | Italia                   | Octavos de final         | 4  | 1  | 0    |
| Mundial de USA 1994      | Estados Unidos           | Fase de grupos           | 3  | 0  | 1    |
| Mundial de Francia 1998  | Francia                  | Fase de grupos           | 3  | 0  | 0    |
| Total en Copas de Mundo: | Total en Copas de Mundo: | Total en Copas de Mundo: | 10 | 1  | 1    |

### Participaciones enEliminatorias al Mundial
| Mundial                                     | Sede del Mundial        | Posición                | Resultado   | PJ | GA | Asis |
| ------------------------------------------- | ----------------------- | ----------------------- | ----------- | -- | -- | ---- |
| Eliminatorias Mundial de USA 1994           | Estados Unidos          | 1°lugar 10pts Grupo A   | Clasificado | 6  | 5  | 1    |
| Eliminatorias Mundial de Francia 1998       | Francia                 | 3°lugar 28pts           | Clasificado | 12 | 1  | 2    |
| Eliminatorias Mundial de Corea y Japón 2002 | Corea del Sur y Japón   | 6°lugar 27pts           | Eliminado   | 5  | 0  | 1    |
| Total en Eliminatorias:                     | Total en Eliminatorias: | Total en Eliminatorias: | 2/3         | 23 | 6  | 4    |

### Participaciones enCopas América
| Torneo                  | Sede                    | Resultado               | PJ | GA | Asis |
| ----------------------- | ----------------------- | ----------------------- | -- | -- | ---- |
| Copa América 1991       | Chile                   | Cuarto lugar            | 7  | 0  | 1    |
| Copa América 1993       | Ecuador                 | Tercer lugar            | 5  | 1  | 0    |
| Copa América 1995       | Uruguay                 | Tercer lugar            | 6  | 3  | 0    |
| Total en Copas América: | Total en Copas América: | Total en Copas América: | 18 | 4  | 1    |

### Goles internacionales
- Goles y Resultados con la Selección Colombia.[32]

| #  | Fecha      | Lugar                                               | Rival            | Gol | Resultado | Competición                   |
| -- | ---------- | --------------------------------------------------- | ---------------- | --- | --------- | ----------------------------- |
| 1  | 26-5-1990  | Estadio Internacional de El Cairo, El Cairo, Egipto | Egipto           | 1–1 | 1–1       | Amistoso                      |
| 2  | 2-6-1990   | Népstadion, Budapest, Hungría                       | Hungría          | 1–2 | 1–3       | Amistoso                      |
| 3  | 19-6-1990  | Estadio Giuseppe Meazza, Milán, Italia              | Alemania Federal | 1–1 | 1–1       | Copa Mundial de 1990          |
| 4  | 3-2-1991   | Miami Orange Bowl, Miami, Estados Unidos            | Suiza            | 2–1 | 2–3       | Copa Miami                    |
| 5  | 6-6-1991   | Estadio Råsunda, Solna, Suecia                      | Suecia           | 1–1 | 2–2       | Amistoso                      |
| 6  | 23-6-1993  | Estadio George Capwell, Guayaquil, Ecuador          | Argentina        | 1–1 | 1–1       | Copa América 1993             |
| 7  | 8-8-1993   | Estadio Nacional, Lima, Perú                        | Perú             | 1–0 | 1–0       | Eliminatorias al Mundial 1994 |
| 8  | 22-8-1993  | Estadio Defensores del Chaco, Asunción, Paraguay    | Paraguay         | 1–1 | 1–1       | Eliminatorias al Mundial 1994 |
| 9  | 29-8-1993  | Estadio Metropolitano, Barranquilla, Colombia       | Perú             | 2–0 | 4–0       | Eliminatorias al Mundial 1994 |
| 10 | 5-9-1993   | Estadio Monumental, Buenos Aires, Argentina         | Argentina        | 1–0 | 5–0       | Eliminatorias al Mundial 1994 |
| 11 | 5-9-1993   | Estadio Monumental, Buenos Aires, Argentina         | Argentina        | 3–0 | 5–0       | Eliminatorias al Mundial 1994 |
| 12 | 5-6-1994   | Giants Stadium, East Rutherford, Estados Unidos     | Grecia           | 2–0 | 2–0       | Amistoso                      |
| 13 | 10-7-1995  | Estadio Atilio Paiva Olivera, Rivera, Uruguay       | Ecuador          | 1–0 | 1–0       | Copa América 1995             |
| 14 | 16-7-1995  | Estadio Centenario, Montevideo, Uruguay             | Paraguay         | 1–1 | 1–1       | Copa América 1995             |
| 15 | 22-7-1995  | Estadio Domingo Burgueño Miguel, Maldonado, Uruguay | Estados Unidos   | 4–1 | 4–1       | Copa América 1995             |
| 16 | 10-11-1996 | Estadio Hernando Siles, La Paz, Bolivia             | Bolivia          | 2–2 | 2–2       | Eliminatorias al Mundial 1998 |
| 17 | 23-5-1998  | Giants Stadium, East Rutherford, Estados Unidos     | Escocia          | 2–2 | 2–2       | Amistoso                      |

## Clubes

### Como jugador
| Club               | País          | Año           | Partidos | Goles |
| ------------------ | ------------- | ------------- | -------- | ----- |
| Buenaventura       | Colombia      | 1984-1985     | 60       | 15    |
| Santa Fe           | Colombia      | 1986-1989     | 127      | 29    |
| América de Cali    | Colombia      | 1990-1993     | 176      | 54    |
| Palmeiras          | Brasil        | 1994          | 32       | 10    |
| Napoli             | Italia        | 1994-1995     | 38       | 7     |
| Real Madrid        | España        | 1995-1996     | 21       | 0     |
| Palmeiras          | Brasil        | 1996          | 43       | 11    |
| Corinthians        | Brasil        | 1997-2000     | 129      | 10    |
| Santos             | Brasil        | 2000-2001     | 53       | 7     |
| Cruzeiro           | Brasil        | 2001          | 30       | 2     |
| Corinthians        | Brasil        | 2004          | 21       | 1     |
| Total clubes       | Total clubes  | Total clubes  | 670      | 131   |
| Selección Colombia | Colombia      | 1990-2001     | 84       | 17    |
| Total carrera      | Total carrera | Total carrera | 754      | 148   |

### Como entrenador
| Club                               | País   | Año  |
| ---------------------------------- | ------ | ---- |
| Iraty Sport Club                   | Brasil | 2006 |
| São Bento                          | Brasil | 2007 |
| São José                           | Brasil | 2009 |
| Divisiones menores del Corinthians | Brasil | 2009 |
| Flamengo de Guarulhos              | Brasil | 2011 |

### Como asistente
| Asistente de         | Club             | País     | Año  |
| -------------------- | ---------------- | -------- | ---- |
| Vanderlei Luxemburgo | Atlético Mineiro | Brasil   | 2010 |
| Jorge Luis Pinto     | Millonarios      | Colombia | 2019 |

## Palmarés

### Como jugador

#### Torneos regionales
| Título              | Club        | Región    | Año  |
| ------------------- | ----------- | --------- | ---- |
| Campeonato Paulista | Palmeiras   | São Paulo | 1994 |
| Campeonato Paulista | Corinthians | São Paulo | 1999 |

#### Torneos nacionales
| Título        | Club                   | País     | Año  |
| ------------- | ---------------------- | -------- | ---- |
| Copa Colombia | Independiente Santa Fe | Colombia | 1989 |
| Primera A     | América de Cali        | Colombia | 1990 |
| Primera A     | América de Cali        | Colombia | 1992 |
| Serie A       | Palmeiras              | Brasil   | 1994 |
| Serie A       | Corinthians            | Brasil   | 1998 |
| Serie A       | Corinthians            | Brasil   | 1999 |

#### Torneos internacionales
| Título                       | Club        | Sede   | Año  |
| ---------------------------- | ----------- | ------ | ---- |
| Mundial de Clubes de la FIFA | Corinthians | Brasil | 2000 |

### Como entrenador asistente

#### Torneos nacionales amistosos
| Título            | Club        | País     | Año  |
| ----------------- | ----------- | -------- | ---- |
| Torneo Fox Sports | Millonarios | Colombia | 2019 |

### Distinciones individuales

#### Como jugador
| Distinción                                               | Año  |
| -------------------------------------------------------- | ---- |
| Parte del Equipo Ideal de América                        | 1993 |
| Tercer Mejor Jugador de América                          | 1993 |
| Parte del Equipo Ideal de América                        | 1999 |
| Bola de Prata de la Revista Placar                       | 1999 |
| Incluido en el Paseo de la Fama del Corinthians          | 2011 |
| Reconocimiento como Jugador Insignia del América de Cali | 2013 |